# Black Veil Brides
Black Veil Brides — американський рок-гурт, заснований у 2006 році у Голлівуді. До його складу входять вокаліст Енді Бірсак, бас-гітарист Лоні Іглентон, соло-гітарист Джейк Піттс, ритм-гітарист і скрипаль, бек-вокаліст Джінкс і барабанщик Крістіан Кома.

## Історія

### Створення гурту
Гурт «Black Veil Brides» сформувався в 2006 році та спочатку називався «Brides». До гурту увійшли вокаліст Енді Бірсак, гітарист Джонні Герольд і бас-гітарист Філл Сенеделла. Незабаром через MySpace вони познайомилися з гітаристом Нейтом Шипом і барабанщиком Крісом Рисенбергом, які також увійшли до складу гурту. 2007 року разом вони записали пісню «„Knives and Pens“», а у 2009 році був відзнятий відеокліп на цю пісню. Цей кліп був переглянутий більше ніж 37 млн разів на YouTube. Склад гурту неодноразово змінювався.

### Дебютний альбом
У листопаді 2009 гурт, у зв'язку із суперечками, залишив ритм-гітарист Девід Бертон, який пробув у команді з 2008-го року. Залишивши гурт, він розпочав новий проєкт «„House of Glass“» разом з попереднім гітаристом Крісом Блюсером, який покинув гурт водночас. Їх демо-альбом з піснями Енді Бирсака був виставлений на MySpace. Пізніше «Black Veil Brides» стверджували, що пісні альбому «„House of Glass“» призначалися для майбутнього дебютного альбому групи й що Бертон перезаписав їх зі своїм голосом. Бертон заявив, що написав пісні ще до приходу в гурт і пісні призначалися для його демо-альбому. Оскільки демо-альбом «„House of Glass“» вийшов раніше, ніж альбом Black Veil Brides «„We Stitch These Wounds“», гуртові довелося змінити назву пісень «„Funeral in Flames“», «„Beautiful Remains“», «„Alive and Burning“», «„All Your Hate“». Лише пісня «Sweet Blasphemy» вийшла під тією ж назвою, що і в альбомі «„House of Glass“».
У вересні 2009 року гурт підписав контракт з лейблом «StandBy Records». У грудні 2009-го гурт провів перший тур по Америці, під назвою «„On Leather Wings“». Дебютний альбом гурту «„We Stitch These Wounds“» вийшов 10 липня 2010 і в перший тиждень було розпродано понад 10.000 копій. Альбом сягнув 36 позиції на Billboard Top 200 chart і перше місце на Billboard Independent Chart. Пізніше, в 2010 році, гурт брав участь у підтримці турів таких гуртів як «The Birthday Massacre», «Dommin» і «Aural Vampire».

### Подальша творчість
«'„Set the World on Fire“»' — Другий студійний альбом гурту вийшов 14 червня 2011 рік компанією Lava Records, а обкладинка альбому була представлена вже у квітні. Заголовний трек з альбому «„Set the World on Fire“» повинен був стати саундтреком до фільму "Крик 4, 23 травня було оголошено, що пісня буде одним з саундтреків до фільму «Трансформери 3: Темна сторона Місяця». Кліп на пісню «„Fallen Angels“» був знятий наприкінці квітня, і дебютував 1 травня у Великій Британії та 3 травня у США. Так само на пісні «„The legacy“» "«Rebel love song»" теж були зняті відео кліпи.
"'Мініальбом (EP) «„Rebels“»"' — вийшов 13 грудня 2011 року.
До нього увійшли такі пісні, як «„Coffin“», «„Rebel Yell (Billy Idol cover)“», «„Unholy (Kiss cover)“».
"На пісню «Coffin» було знято відео кліп, а пісня «Unholy» була записана разом зі знаменитим гітаристом Заком Вайлдом.
Також Black Veil Brides записали нову пісню «„Unbroken“», яка увійшла до саундтреку фільму «Месники».

## Склад

### Поточний склад
- Енді Бірсак («Andy Biersack») — вокал.
- Лоні Іглентон («Lonny Eagleton») — бас-гітара.
- Джейк Піттс («Jake Pitts») — соло-гітара.
- Джінкс («Jinxx») — друга-гітара, скрипка, бек-вокал.
- Крістіан «CC» Кома («Christian „CC“ Coma») — ударні

### Колишні учасники
- 2008—2010: Сандра Алваренга («Sandra Alvarenga») — барабани.
- 2008—2009: Кріс «Голлівуд» Блюсер («Chris „Hollywood“ Bluser») — соло-гітара.
- 2008—2009: Девід «Пен» Бертон («David „Pan“ Burton») — ритм-гітара.
- 2006—2008: Джонні Херольд («Johnny Herold») — соло-гітара.
- 2007—2008: Нейт Шип («Nate Shipp») — ритм-гітара.
- 2006—2008: Філ Сенеделла («Phil Cenedella») — бас гітара.
- 2007—2008: Кріс «Крейвен» Рисенберг («Chris „Craven“ Riesenberg») — ударні.
- 2009—2019: Ешлі Парді («Ashley Purdy») — бас гітара, бек-вокал.

## Дискографія
- 2007: Sex and Hollywood — EP.
- 2010: We Stitch These Wounds — дебютний студійний альбом.
- 2011: Set the World on Fire — студійний альбом.
- 2011: Rebels — EP.
- 2013: Wretched and Divine: The Story of the Wild Oness — студійний альбом.
- 2014: Black Veil Bridess — студійний альбом.
- 2018: Vale — студійний альбом
- 2019: The Night — EP
- 2020: Re-Stitch These Wounds — перезапис першого студійного альбому

## Сингли
| Рік  | Назва             | US Main. | Альбом                                  |
| ---- | ----------------- | -------- | --------------------------------------- |
| 2008 | «Knives and Pens» | —        | Sex & Hollywood (Never Give In Edition) |
| 2010 | «Perfect Weapon»  | —        | We Stitch These Wounds                  |
| 2011 | «Fallen Angels»   | 36       | Set the World on Fire                   |
| 2011 | «The Legacy»      | 29       | Set the World on Fire                   |
| 2011 | «Rebel Love Song» | —        | Set the World on Fire                   |

### Інші пісні
| Year | Song                                 | UK Rock | Album                                                            |
| ---- | ------------------------------------ | ------- | ---------------------------------------------------------------- |
| 2011 | «Unholy» (feat Zakk Wylde)           | 9       | Rebels                                                           |
| 2011 | «Rebel Yell»                         | 8       | Rebels                                                           |
| 2011 | «Coffin»                             | 5       | Rebels                                                           |
| 2012 | «Unbroken (пісня Black Veil brides)» | 18      | Avengers Assemble: Music from and Inspired by the Motion Picture |

### Відеокліпи
| Рік  | Назва             | Продюсер        |
| ---- | ----------------- | --------------- |
| 2009 | «Knives and Pens» | Patrick Fogarty |
| 2010 | «Perfect Weapon»  | Patrick Fogarty |
| 2011 | «Fallen Angels»   | Nathan Cox      |
| 2011 | «The Legacy»      | Patrick Fogarty |
| 2011 | «Rebel Love Song» | Patrick Fogarty |
| 2012 | «Coffin»          | Patrick Fogarty |